# Фазовоконтрастна мікроскопія

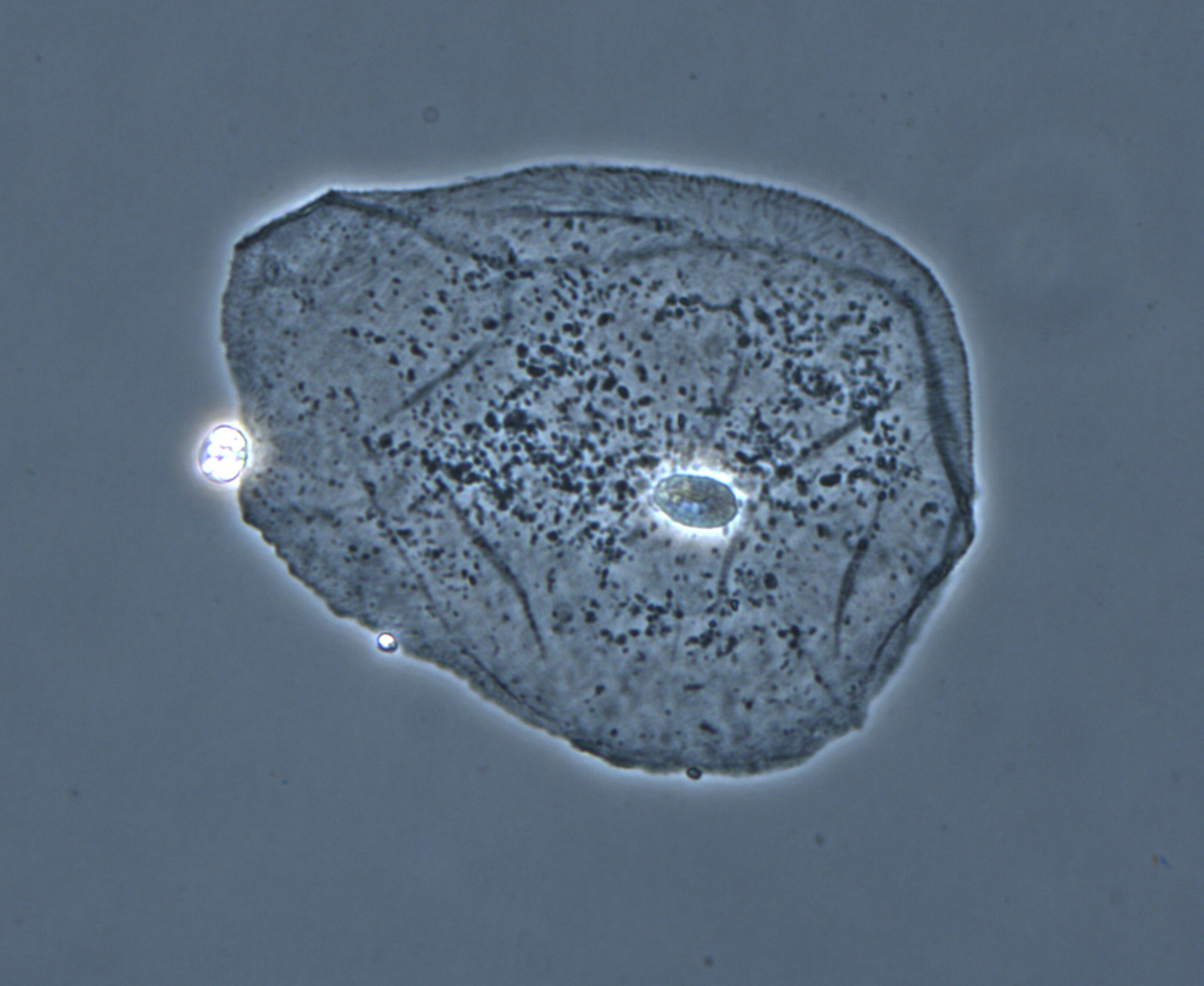
Зображення клітини у фазовоконтрастному мікроскопі

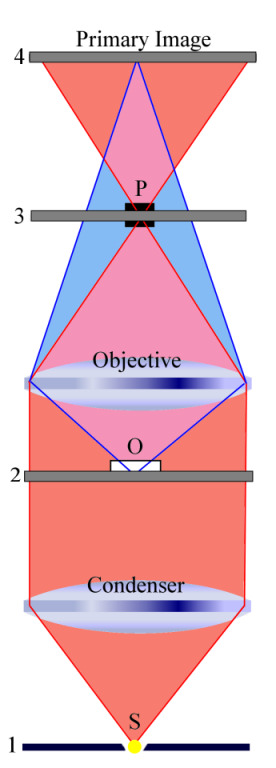
Схематична будова фазовоконтрастного мікроскопа.
1. Кільце конденсера
2. Предметна площина
3. Фазова пластинка
4. Первинне зображення.
На відміну від опорного світла, розсіяне на зразку предметне світло, в областях, відображених синім, минає фазову пластинку, таким чином довжина його оптичного шляху інша.

Фазово-контрастна мікроскопія — метод отримання зображень в оптичних мікроскопах, при якому зсув фази електромагнітної хвилі трансформується в контраст інтенсивності. Фазово-контрастну мікроскопію винайшов Фріц Церніке, за що отримав Нобелівську премію за 1953 рік.  
Для отримання фазово-контрастного зображення світло від джерела розбивається на два когерентні світлові промені, один із них називають опорним, інший предметним, що проходять різні оптичні шляхи. Мікроскоп юстують таким чином, щоб у фокальній площині, де формується зображення, інтерференція між цими двома променями гасила б їх. Довжину оптичного шляху змінюють за допомогою так званої фазової пластинки, розташованої на фазовому кільці. Коли на шляху одного із променів знаходиться зразок, заломлення світла в ньому змінює оптичний шлях, а, отже, й фазу, що змінює умови інтерференції. 
Фазово-контрастна мікроскопія особливо популярна в біології, оскільки не вимагає попереднього забарвлення клітини, яке може її вбити. 